# Los Bacatranes
Los Bacatranes es el álbum de estudio del dúo de reguetón Trébol Clan. Fue lanzado bajo el sello discográfico Gold Star Music el 29 de junio de 2004. Cuenta con las colaboraciones de Polaco, Héctor el Father, Héctor & Tito, Don Omar, Jomar, Joan y Alexis & Fido

## Lista de canciones
| N.º   | Título                                                     | Productor(es)                | Duración |  |
| 1.    | «Hoy vamos a ver» (con Polaco)                             | DJ Joe · DJ Fat              | 2:58     |  |
| 2.    | «Amor prohibido»                                           | DJ Joe · DJ Fat              | 4:08     |  |
| 3.    | «Agárrala» (con Héctor el Father y Don Omar)               | Luny Tunes · Nely            | 4:22     |  |
| 4.    | «No le temas a él» (con Héctor & Tito)                     | Luny Tunes                   | 3:32     |  |
| 5.    | «Cuando te vayas tú»                                       | DJ Joe · DJ Fat              | 2:55     |  |
| 6.    | «Corre y píllala» (Periquito con Héctor el Father y Jomar) | Luny Tunes · Nely            | 3:31     |  |
| 7.    | «¿Dónde están?» (con Héctor el Father)                     | DJ Joe · DJ Fat · Luny Tunes | 3:12     |  |
| 8.    | «No sabes» (Interpretado por Periquito)                    | DJ Joe · DJ Fat              | 2:30     |  |
| 9.    | «Gata fiera» (con Héctor el Father y Joan)                 | Luny Tunes · Mr. G           | 3:28     |  |
| 10.   | «Pa' la calle voy» (Berto con Alexis & Fido)               | DJ Joe · DJ Fat              | 3:19     |  |
| 11.   | «Mi vida» (Interpretado por Periquito y Gavilán)           | DJ Joe · DJ Fat · Luny Tunes | 3:13     |  |
| 12.   | «La nueva»                                                 | DJ Joe · DJ Fat              | 2:55     |  |
| 13.   | «Me mata» (con Jomar)                                      | DJ Joe · DJ Fat              | 3:24     |  |
| 14.   | «Bailarina»                                                | DJ Joe · DJ Fat              | 3:30     |  |
| 15.   | «Mi gorda bella»                                           | DJ Joe · DJ Fat              | 3:07     |  |
| 16.   | «Perdóname»                                                | DJ Joe · DJ Fat              | 2:56     |  |
| 17.   | «Agárrala (remix)»                                         | DJ Joe · DJ Fat              | 2:32     |  |
| 55:21 |                                                            |                              |          |  |

| Bonus track incluido en la edición para España |                                           |          |  |
| N.º                                            | Título                                    | Duración |  |
| 18.                                            | «Los caseríos» (Héctor El Father, DJ Joe) | 05:16    |  |
| 01:00:38                                       |                                           |          |  |

## Posicionamiento en listas
| Listas (2004)                     | Mejor posición |
| --------------------------------- | -------------- |
| Estados Unidos (Top Latin Albums) | 11             |
| Estados Unidos (Tropical Albums)  | 3              |